# طناب‌ماهی
طناب‌ماهی (نام علمی: Erpetoichthys calabaricus) نام یک گونه از تیره اژدرسانان است.